# آدوا و دوستان
آدوا و دوستان (به ایتالیایی: Adua e le compagne) فیلمی ایتالیایی به کارگردانی آنتونیو پیترانجلی محصول سال ۱۹۶۰ است. داستان فیلم در مورد چهار فاحشه است که پس از بسته شدن فاحشه‌خانه‌شان توسط قانون مرلین که روسپی‌گری را در ایتالیا ممنوع کرد، یک رستوران باز می‌کنند.